# عثمان هورامی
عثمان خالدی شناخته‌شده با نام هنری عثمان هورامی (به کردی:عوسمان هه‌ورامی) خواننده مشهور هورامان و استاد آواز سیاوچمانه است.

## زندگی
عثمان خالدی در سال ۱۳۱۴ خورشیدی در روستای کیمنه از توابع شهرستان پاوه چشم به جهان گشود. از همان دوران نوجوانی علاقهٔ خاصی به خواندن آوازهای هورامی داشت. پدر، مادر و همچنین عموهایش از خواننده‌های مشهور آن زمان در کردستان بودند. عثمان خالدی از سال ۱۹۶۵ میلادی با اجرا و انتشار نخستین ترانۀ خود در رادیو کردی کرمانشاه به‌طور گسترده و با نام هنری عثمان هورامی شناخته شد؛ و پس از آن در شهرهای مختلف کردستان همچون سنندج، سقز، کرکوک و حلبچه به هنرنمایی پرداخت. از تعداد آثاری که عثمان هورامی برجای گذاشته، آمار دقیقی در دسترس نیست، اما گفته می‌شود که نزدیک به۱۷۰۰ کاست از او ضبط شده‌است. عثمان هورامی تا اواخر دههٔ ۸۰ میلادی به خوانندگی مشغول بود تا اینکه دچار عارضۀ حنجره شد و دیگر نتوانست به خوانندگی ادامه دهد. عثمان هورامی اکنون ۸۸ سال سن دارد و در شهر مریوان زندگی می‌کند.